# Zieluń (gmina)
Zieluń (od 1973 Lubowidz) – dawna gmina wiejska istniejąca do 1954 roku w woj. warszawskim. Siedzibą władz gminy był Zieluń.
W okresie międzywojennym gmina Zieluń należała do powiatu mławskiego w woj. warszawskim. W latach 1933–1939 wójtem gminy był Paweł Nowakowski. Po wojnie gmina zachowała przynależność administracyjną. Według stanu z 1 lipca 1952 roku gmina składała się z 18 gromad.
Gminę zniesiono 29 września 1954 roku wraz z reformą wprowadzającą gromady w miejsce gmin. Jednostki nie przywrócono 1 stycznia 1973 roku po reaktywowaniu gmin, utworzono natomiast jej terytorialny odpowiednik, gminę Lubowidz, w powiecie żuromińskim w tymże województwie.